# Вадхуке
Вадхуке (з.-фриз. Waadhoeke, нидерл. Wadhoek) — община провинции Фрисландия на севере Нидерландов. Она была создана 1 января 2018 года и состоит из бывших общин Франекерадел, Хет-Билдт, Менамерадил и частей общины Литтенсерадил, все четыре из которых были расформированы в тот же день.
Вадхуке граничит с Харлингеном, Терсхеллингом, Фервердерадилом, Леуварденом и Юго-Западной Фрисландией. Население на январь 2018 года составляло 46 137 человек. Это шестая по численности населения община Фрисландии. Крупнейший населенный пункт (12 781 человек на 2014 год) — Франекер. Жители говорят на нидерландском, фризском и билдтском диалекте (диалект в бывшей общине Хет-Билдт).

## Этимология
Община названа в честь Ваттового моря (з.-фриз. Waadsee). По расположению на карте община является частью или углом (з.-фриз. hoeke) провинции Фрисландия.

## Населённые пункты
Община состоит из 41 населённого пункта, в том числе Франекера, в котором находится резиденция правления:
Ахлюм, Байюм, Бетгюм, Бетгюмермолен, Берликюм, Блессюм, Бур, Боксюм, Дейнюм, Донгьюм, Дронрип, Энгелюм, Фирдгюм, Франекер, Хербайюм, Хитзюм, Клеастер-Аньюм, Клостер-Лидлюм, Марссюм, Менам, Миннертсга, Ней Алтуна, Остербирюм, Аудебилдтзейл, Пейнс, Питерсбирюм, Рид, Схалсюм, Схинген, Сексбирюм, Синт Аннапарохи, Синт Якобипарохи, Слаппетерп, Спаннюм,Тзюм, Тзюммарюм, Враувенпарохи, Вйелсрип, Вестхук, Вир, Винсюм, Звейнс.